# Малешево (залив)
Заливът Малешево (на английски: Maleshevo Cove) е залив на протока Дрейк, вдлъбващ се в остров Ливингстън от Южните Шетландски острови в Антарктика.

## Местоположение
Намира се на северния бряг на остров Ливингстън. Ширината му е 2,5 км, навлиза на 1,1 км навътре между нос Луковит на югозапад и нос Сидинс на североизток. Част е от залива Хироу.
Бреговата му линия претърпява промени в резултат на отдръпването на ледника Тунджа в края на XX и началото на XXI век.
Географски координати на залива Малешево: 62°33′36″ ю. ш. 60°26′36″ з. д. / 62.56° ю. ш. 60.443333° з. д.

## Наименование
Наименуван е на българската историко-географската област Малешево.

## Картографиране
Картографирането е испанско от 1991 година и българско от 2005, 2009 и 2010 година.

## Карти
- L.L. Ivanov. Antarctica: Livingston Island and Greenwich, Robert, Snow and Smith Islands. Scale 1:120000 topographic map.  Troyan: Manfred Wörner Foundation, 2009.  ISBN 978-954-92032-6-4